# 라이언 애덤스
라이언 애덤스(Ryan Adams, 1974년 11월 5일 ~ )는 미국의 싱어송라이터이다. 전 배우자는 맨디 무어이다.